# Чукурова (низменность)
Чукурова (Киликийская низменность, Аданская низменность; тур. Çukurova) — низменная равнина на юге Турции, между Центральным Тавром и Средиземным морем. Этимология слова Чукурова восходит к двум турецким словам Çukur (нижняя) и ova (равнина).
Низменность протягивается вдоль побережья на 150 км, ширина её достигает 70 км. Сложена аллювиальными и делювиальными отложениями. По территории низменности протекают реки Джейхан и Сейхан. Над поверхностью возвышаются островные горные массивы высотой до 789 м (горы Мисис).
Чукурова — наиболее жаркая часть Турции, здесь господствует средиземноморский климат. Кроме того, это основной хлопководческий район страны. Также здесь выращивают зерновые, цитрусовые, маслины, сахарный тростник. На территории низменности располагаются города Адана, Джейхан, Мерсин, Тарсус.